# Yangjiawan
Yangjiawan (kinesiska: 杨家湾乡, 杨家湾) är en socken i Kina. Den ligger i provinsen Hebei, i den norra delen av landet, omkring 280 kilometer nordost om huvudstaden Peking. Antalet invånare är 8 045. Befolkningen består av 3 978 kvinnor och 4 067 män. Barn under 15 år utgör 20,0 %, vuxna 15-64 år 69 %, och äldre över 65 år 9,0 %.
Genomsnittlig årsnederbörd är 625 millimeter. Den regnigaste månaden är juni, med i genomsnitt 163 mm nederbörd, och den torraste är januari, med 2 mm nederbörd.